# Вінцентувек (Мазовецьке воєводство)
Вінцентувек (пол. Wincentówek) — село в Польщі, у гміні Леонцин Новодворського повіту Мазовецького воєводства.
Населення — 210 осіб (2011).
У 1975-1998 роках село належало до Варшавського воєводства.

## Демографія
Демографічна структура станом на 31 березня 2011 року:
|          | Загалом | Допрацездатний вік | Працездатний вік | Постпрацездатний вік |
| -------- | ------- | ------------------ | ---------------- | -------------------- |
| Чоловіки | 97      | 16                 | 71               | 10                   |
| Жінки    | 113     | 25                 | 68               | 20                   |
| Разом    | 210     | 41                 | 139              | 30                   |